# Vilma Bukovec
Vilma Bukovec Kambič, slovenska operna pevka sopranistka, * 27. februar 1920, Trebnje, † 7. december 2016, Ljubljana

## Življenje
Po opravljeni maturi na gimnaziji v Novem mestu je v Ljubljani študirala na pravo in glasbo. Med vojnimi leti 1942 in 1943 je bila internirana v Italijo, leta 1944 pa je začela peti v zboru ljubljanske Opere, kjer se je kmalu razvila in začela dobivati solistične pevske vloge (debutirala je kot Siebel). Kot solistka je nastopala v številnih državah sveta (Francija, Belgija, Poljska, Češka, Slovaška, Romunija, Bolgarija, Rusija, Grčija, Španija, Egipt, Ljudska republika Kitajska ...) in prejela več mednarodnih nagrad in priznanj.
Po 40. letih aktivnega petja se je leta 1982 poslovila z odra ljubljanske Opere, kjer je dolgo časa veljala za primadono. Posnetih ima tudi več opernih vlog.

## Nagrade in priznanja
- 3. nagrada na jugoslovanskem pevskem tekmovanju v Beogradu (1953)
- 1. nagrada in zlata medalja na tekmovanju v Toulusu (1954)
- 1. nagrada v Verviersu (1955)
- Prešernova nagrada za vlogo Manon v istoimenski Massenetovi operi (1957)
- Prešernova nagrada za življenjsko delo (1982)
- Srebrni častni znak svobode Republike Slovenije (2000)
- Valvasorjevo častno priznanje za donacijo Galerije Kambič v Metliki (2004)[2]